# Yasmina (film)
Pour plus de détails, voir Fiche technique et Distribution.
Yasmina est un film français d’André Hugon, sorti en 1927.

## Fiche technique
- Réalisation : André Hugon
- Assistant réalisateur : Max de Rieux
- Scénario : Théodore Valensi
- Directeurs de la photographie : Maurice Velle, Willy Faktorovitch
- Production : Films André Hugon
- Pays :  France
- Format :  Noir et blanc - 1,33:1 - 35 mm - Muet
- Longueur : 1 825 mètres
- Durée : 130  minutes
- Date de sortie : 
  - France - 11 février 1927

## Distribution
- Huguette Duflos
- Léon Mathot
- Camille Bert
- Alexiane
- Habib Benglia
- Marie-Thérèse Kolb